# 内陸性気候
内陸性気候（ないりくせいきこう）とは内陸に見られる気候をいう。対義語は海洋性気候。

## 概要
「内陸性気候」という言葉は#特徴の項に示すような気候の特性を指すものであり、いわば「暖かい」「寒い」と同じような表現である。そのため、比較対象となる地域によっては内陸性気候になったりならなかったりする。
地域による偏りを考慮して世界的に見たとしても内陸性気候となる地域を上げるときりがないので、この記事では具体的な地域名や都市名は挙げないこととする。
なお「内陸性気候」は気候区分の分類用語ではない。

## 特徴
- 気温の上昇・下降を緩衝する水辺が少ない地域に見られる気候で、比較的湿度が低く、日較差・年較差が大きい。
- 風が吹かない場合は放射冷却が起こりやすい。
- 比較的近くに水辺（海や湖）があっても、山地や高地によって水辺と隔てられた地形の地域は内陸性気候となりやすい。また、山地や高地によって水辺と隔てられていなくても水辺との距離が遠くなると空気が乾燥しやすく、内陸性気候となりやすい。
- 周囲と高低差の大きい盆地では冬季、冷気湖と呼ばれる現象により、突然気温が低下したり突風が吹いたりすることがある。
- フェーン現象の影響を受けやすい。
- 数千m級の高山や高原の気候は内陸性の気候の特徴がより強くなり、年平均気温も全体的に低くなり、風が強くなる。このような気候は、高山気候とも呼ぶ。